# 21148 Billramsey
21148 Billramsey (1993 HN1) là một tiểu hành tinh vành đai chính được phát hiện ngày 16 tháng 4 năm 1993 bởi C. S. Shoemaker và E. M. Shoemaker ở Palomar.